# Chaiyawat Buran
Chaiyawat Buran (Thai: ชัยวัฒน์ บุราณ; * 26. Oktober 1996 in Bangkok) ist ein thailändischer Fußballspieler.

## Karriere

### Verein
Von 2010 bis 2012 spielte er in der Juniorenmannschaft von Muangthong United. 2013 unterschrieb er einen Vertrag bei seinem Jugendverein. 2014 wurde er an den Viertligisten Nakhon Nayok FC ausgeliehen. Hier spielte er sechsmal und erzielte ein Tor. 2015 wurde er nach Pattaya an den Zweitlisten Pattaya United ausgeliehen. Hier absolvierte er 26 Spiele und hatte mit acht geschossenen Toren maßgeblichen Anteil am Aufstieg in die Thai Premier League. Er kehrte dann 2016 zu Muangthong United zurück um ein Jahr später wieder an Pattaya United ausgeliehen zu werden. Bei Pattaya United spielte er die komplette Hinserie. Im Juli 2017 unterschrieb er in Chiangrai einen Vertrag beim Erstligisten Chiangrai United. 2019 feierte er mit dem Verein aus Chiangrai die Thailändische Meisterschaft. 2017 und 2018 gewann er mit Chiangrai den FA Cup. Die Spiele um den Thailand Champions Cup gewann er 2019 und 2020. Den Thai League Cup gewann er 2018. Nach 83 Erstligaspielen für Chiangrai wechselte er im Juni 2021 zum Ligakonkurrenten Samut Prakan City FC nach Samut Prakan. Am Ende der Saison 2021/22 belegte er mit Samut den vorletzten Tabellenplatz und musste somit in die zweite Liga absteigen. Für Samut stand er 26-mal in der ersten Liga auf dem Rasen. Nach dem Abstieg verließ er Samut und schloss sich im Juli 2022 dem Erstligaaufsteiger Lamphun Warriors FC an. Nach zwei Spielzeiten, in denen er 47 Ligaspiele bestritt, wechselte er im Sommer 2024 zum ebenfalls in der ersten Liga spielenden Port FC.

### Nationalmannschaft
Von 2013 bis 2014 spielte er zehnmal für die thailändische U-19-Nationalmannschaft und schoss dabei vier Tore. 2016 lief er drei Mal für die thailändische U-21-Nationalmannschaft auf. Für die thailändische U-23-Nationalmannschaft lief er ein der Zeit von 2016 bis 2018 21-mal auf. Dabei erzielte er drei Tore. 2018 wurde er einmal in die thailändische A-Nationalmannschaft berufen.

## Erfolge
Chiangrai United
- Thailändischer Meister: 2019

- Thailändischer Pokalsieger: 2017, 2018, 2020/21

- Thailändischer Ligapokalsieger: 2018

- Thailändischer Supercup-Sieger: 2018, 2020

## Sonstiges
Am 25. Mai 2025 wurde Chaiyawat Buran im Wat Don Yai in  Lam Luk Ka in der Provinz Pathum Thani zum Mönch geweiht.